# Volta a Àustria 2019
La Volta a Àustria 2019, 71a edició de la Volta a Àustria, es disputà entre el 6 i el 12 de juliol de 2019 sobre un recorregut de 876,5 km distribuïts en set etapes. La cursa formava part del calendari de l'UCI Europa Tour 2019, amb una categoria 2.HC.
El vencedor final fou el belga Ben Hermans (Israel Cycling Academy). En segona posició finalitzà Eduardo Sepúlveda (Team Movistar) i completà el podi Stefan de Bod (Team Dimension Data).

## Equis
L'organització convidà a prendre part en la cursa a tres equips UCI WorldTeam, set equips continentals professionals i vuit equips continentals:
| WorldTeams (3)- Movistar Team - CCC Team - Dimension Data Equips continentals professionals (7)- Israel Cycling Academy - Wanty-Groupe Gobert - Wallonie Bruxelles - Arkéa-Samsic - Delko-Marseille Provence - Neri Sottoli-Selle Italia-KTM - Gazprom-RusVelo Equips continentals (8)- Team Vorarlberg-Santic - Tirol KTM Cycling Team - Felbermayr Simplon Wels - Hrinkow Advarics Cycleang - Maloja Pushbikers - Wibatech Merx - Vino-Astana Motors - Sport.Land. Niederösterreich Selle SMP-St Rich Bikewear |
| |

## Etapes
| Etapa    | Data      | Ciutats d'etapa                             | type                      | Distància (km) | Vencedor de l'etapa   | Líder de la general |
| -------- | --------- | ------------------------------------------- | ------------------------- | -------------- | --------------------- | ------------------- |
| Pròleg   | 6 de jul  | Wels – Wels                                 | contrarellotge individual | 2,5            | Jannik Steimle        | Jannik Steimle      |
| 1a etapa | 7 de jul  | Grieskirchen – Freistadt                    | etapa plana               | 138,8          | Carlos Barbero Cuesta | Emīls Liepiņš       |
| 2a etapa | 8 de jul  | Zwettl-Niederösterreich – Wiener Neustadt   | etapa accidentada         | 176,9          | Tom Devriendt         | Jannik Steimle      |
| 3a etapa | 9 de jul  | Kirchschlag – Frohnleiten                   | etapa de mitja muntanya   | 176,2          | Giovanni Visconti     | Jonas Koch          |
| 4a etapa | 10 de jul | Radstadt – Fuscher Törl                     | etapa de muntanya         | 103,5          | Ben Hermans           | Ben Hermans         |
| 5a etapa | 11 de jul | Bruck an der Großglocknerstraße – Kitzbühel | etapa de mitja muntanya   | 161,9          | Jannik Steimle        | Ben Hermans         |
| 6a etapa | 12 de jul | Kitzbühel – Kitzbüheler Horn                | etapa de muntanya         | 116,7          | Aleksandr Vlàssov     | Ben Hermans         |

### Pròleg
| \| Classificació de l'etapa \| Classificació de l'etapa \| Classificació de l'etapa \| Classificació de l'etapa \| Classificació de l'etapa \| \| Corredor \| Corredor \| Equip \| Temps \| \| \| ------------------------ \| ------------------------ \| ------------------------ \| ------------------------ \| ------------------------ \| \| 1r \| Jannik Steimle \| Team Vorarlberg-Santic \| 2' 50" \| \| \| 2n \| Matthias Brändle \| Israel Cycling Academy \| + 1" \| \| \| 3r \| Pieter Vanspeybrouck \| Wanty-Gobert \| + 3" \| \| \| 4t \| Tom Wirtgen \| Wallonie Bruxelles \| + 4" \| \| \| 5è \| Emīls Liepiņš \| Wallonie Bruxelles \| + 4" \| \| \| 6è \| Josef Černý \| CCC Team \| + 5" \| \| \| 7è \| Tom Devriendt \| Wanty-Gobert \| + 5" \| \| \| 8è \| Patrick Gamper \| Kometa \| + 6" \| \| \| 9è \| Łukasz Owsian \| CCC Team \| + 6" \| \| \| 10è \| Enrico Gasparotto \| Dimension Data \| + 6" \| \| |                      |                        |        |
| |                      |                        |        |
| Font: ProCyclingStats |                      |                        |        |
| Classificació de l'etapa |                      |                        |        |
| Corredor | Corredor             | Equip                  | Temps  |
| 1r | Jannik Steimle       | Team Vorarlberg-Santic | 2' 50" |
| 2n | Matthias Brändle     | Israel Cycling Academy | + 1"   |
| 3r | Pieter Vanspeybrouck | Wanty-Gobert           | + 3"   |
| 4t | Tom Wirtgen          | Wallonie Bruxelles     | + 4"   |
| 5è | Emīls Liepiņš        | Wallonie Bruxelles     | + 4"   |
| 6è | Josef Černý          | CCC Team               | + 5"   |
| 7è | Tom Devriendt        | Wanty-Gobert           | + 5"   |
| 8è | Patrick Gamper       | Kometa                 | + 6"   |
| 9è | Łukasz Owsian        | CCC Team               | + 6"   |
| 10è | Enrico Gasparotto    | Dimension Data         | + 6"   |

| \| Classificació general \| Classificació general \| Classificació general \| Classificació general \| Classificació general \| \| Corredor \| Corredor \| Equip \| Temps \| \| \| --------------------- \| --------------------- \| ---------------------- \| --------------------- \| --------------------- \| \| 1r \| Jannik Steimle \| Team Vorarlberg-Santic \| 2' 50" \| \| \| 2n \| Matthias Brändle \| Israel Cycling Academy \| + 1" \| \| \| 3r \| Pieter Vanspeybrouck \| Wanty-Gobert \| + 3" \| \| \| 4t \| Tom Wirtgen \| Wallonie Bruxelles \| + 4" \| \| \| 5è \| Emīls Liepiņš \| Wallonie Bruxelles \| + 4" \| \| \| 6è \| Josef Černý \| CCC Team \| + 5" \| \| \| 7è \| Tom Devriendt \| Wanty-Gobert \| + 5" \| \| \| 8è \| Patrick Gamper \| Kometa \| + 6" \| \| \| 9è \| Łukasz Owsian \| CCC Team \| + 6" \| \| \| 10è \| Enrico Gasparotto \| Dimension Data \| + 6" \| \| |                      |                        |        |
| |                      |                        |        |
| Font: ProCyclingStats |                      |                        |        |
| Classificació general |                      |                        |        |
| Corredor | Corredor             | Equip                  | Temps  |
| 1r | Jannik Steimle       | Team Vorarlberg-Santic | 2' 50" |
| 2n | Matthias Brändle     | Israel Cycling Academy | + 1"   |
| 3r | Pieter Vanspeybrouck | Wanty-Gobert           | + 3"   |
| 4t | Tom Wirtgen          | Wallonie Bruxelles     | + 4"   |
| 5è | Emīls Liepiņš        | Wallonie Bruxelles     | + 4"   |
| 6è | Josef Černý          | CCC Team               | + 5"   |
| 7è | Tom Devriendt        | Wanty-Gobert           | + 5"   |
| 8è | Patrick Gamper       | Kometa                 | + 6"   |
| 9è | Łukasz Owsian        | CCC Team               | + 6"   |
| 10è | Enrico Gasparotto    | Dimension Data         | + 6"   |

### Etapa 1
| \| Classificació de l'etapa \| Classificació de l'etapa \| Classificació de l'etapa \| Classificació de l'etapa \| Classificació de l'etapa \| \| Corredor \| Corredor \| Equip \| Temps \| \| \| ------------------------ \| ------------------------ \| ------------------------ \| ------------------------ \| ------------------------ \| \| 1r \| Carlos Barbero Cuesta \| Movistar Team \| 3h 16' 00" \| \| \| 2n \| Emīls Liepiņš \| Wallonie Bruxelles \| + 0" \| \| \| 3r \| Pieter Vanspeybrouck \| Wanty-Gobert \| + 0" \| \| \| 4t \| Jonas Koch \| CCC Team \| + 0" \| \| \| 5è \| Jannik Steimle \| Team Vorarlberg-Santic \| + 0" \| \| \| 6è \| Romain Hardy \| Arkéa-Samsic \| + 0" \| \| \| 7è \| Franck Bonnamour \| Arkéa-Samsic \| + 0" \| \| \| 8è \| Enrico Gasparotto \| Dimension Data \| + 0" \| \| \| 9è \| Daniel Auer \| Maloja Pushbikers \| + 0" \| \| \| 10è \| Alessandro Fedeli \| Delko Marseille Provence \| + 0" \| \| |                       |                          |            |
| |                       |                          |            |
| Font: ProCyclingStats |                       |                          |            |
| Classificació de l'etapa |                       |                          |            |
| Corredor | Corredor              | Equip                    | Temps      |
| 1r | Carlos Barbero Cuesta | Movistar Team            | 3h 16' 00" |
| 2n | Emīls Liepiņš         | Wallonie Bruxelles       | + 0"       |
| 3r | Pieter Vanspeybrouck  | Wanty-Gobert             | + 0"       |
| 4t | Jonas Koch            | CCC Team                 | + 0"       |
| 5è | Jannik Steimle        | Team Vorarlberg-Santic   | + 0"       |
| 6è | Romain Hardy          | Arkéa-Samsic             | + 0"       |
| 7è | Franck Bonnamour      | Arkéa-Samsic             | + 0"       |
| 8è | Enrico Gasparotto     | Dimension Data           | + 0"       |
| 9è | Daniel Auer           | Maloja Pushbikers        | + 0"       |
| 10è | Alessandro Fedeli     | Delko Marseille Provence | + 0"       |

| \| Classificació general \| Classificació general \| Classificació general \| Classificació general \| Classificació general \| \| Corredor \| Corredor \| Equip \| Temps \| \| \| --------------------- \| --------------------- \| ---------------------- \| --------------------- \| --------------------- \| \| 1r \| Emīls Liepiņš \| Wallonie Bruxelles \| 3h 18' 48" \| \| \| 2n \| Pieter Vanspeybrouck \| Wanty-Gobert \| + 1" \| \| \| 3r \| Jannik Steimle \| Team Vorarlberg-Santic \| + 2" \| \| \| 4t \| Carlos Barbero Cuesta \| Movistar Team \| + 4" \| \| \| 5è \| Tom Wirtgen \| Wallonie Bruxelles \| + 6" \| \| \| 6è \| Tom Devriendt \| Wanty-Gobert \| + 7" \| \| \| 7è \| Patrick Gamper \| Kometa \| + 8" \| \| \| 8è \| Łukasz Owsian \| CCC Team \| + 8" \| \| \| 9è \| Enrico Gasparotto \| Dimension Data \| + 8" \| \| \| 10è \| Jonas Koch \| CCC Team \| + 8" \| \| |                       |                        |            |
| |                       |                        |            |
| Font: ProCyclingStats |                       |                        |            |
| Classificació general |                       |                        |            |
| Corredor | Corredor              | Equip                  | Temps      |
| 1r | Emīls Liepiņš         | Wallonie Bruxelles     | 3h 18' 48" |
| 2n | Pieter Vanspeybrouck  | Wanty-Gobert           | + 1"       |
| 3r | Jannik Steimle        | Team Vorarlberg-Santic | + 2"       |
| 4t | Carlos Barbero Cuesta | Movistar Team          | + 4"       |
| 5è | Tom Wirtgen           | Wallonie Bruxelles     | + 6"       |
| 6è | Tom Devriendt         | Wanty-Gobert           | + 7"       |
| 7è | Patrick Gamper        | Kometa                 | + 8"       |
| 8è | Łukasz Owsian         | CCC Team               | + 8"       |
| 9è | Enrico Gasparotto     | Dimension Data         | + 8"       |
| 10è | Jonas Koch            | CCC Team               | + 8"       |

### Etapa 2
| \| Classificació de l'etapa \| Classificació de l'etapa \| Classificació de l'etapa \| Classificació de l'etapa \| Classificació de l'etapa \| \| Corredor \| Corredor \| Equip \| Temps \| \| \| ------------------------ \| ------------------------ \| ------------------------ \| ------------------------ \| ------------------------ \| \| 1r \| Tom Devriendt \| Wanty-Gobert \| 4h 18' 35" \| \| \| 2n \| Jannik Steimle \| Team Vorarlberg-Santic \| + 0" \| \| \| 3r \| Jonas Koch \| CCC Team \| + 0" \| \| \| 4t \| Emīls Liepiņš \| Wallonie Bruxelles \| + 0" \| \| \| 5è \| August Jensen \| Israel Cycling Academy \| + 0" \| \| \| 6è \| Daniel Auer \| Maloja Pushbikers \| + 0" \| \| \| 7è \| Pieter Vanspeybrouck \| Wanty-Gobert \| + 0" \| \| \| 8è \| Romain Hardy \| Arkéa-Samsic \| + 0" \| \| \| 9è \| Florian Gamper \| Tirol KTM Cycling Team \| + 0" \| \| \| 10è \| Tom Wirtgen \| Wallonie Bruxelles \| + 0" \| \| |                      |                        |            |
| |                      |                        |            |
| Font: ProCyclingStats |                      |                        |            |
| Classificació de l'etapa |                      |                        |            |
| Corredor | Corredor             | Equip                  | Temps      |
| 1r | Tom Devriendt        | Wanty-Gobert           | 4h 18' 35" |
| 2n | Jannik Steimle       | Team Vorarlberg-Santic | + 0"       |
| 3r | Jonas Koch           | CCC Team               | + 0"       |
| 4t | Emīls Liepiņš        | Wallonie Bruxelles     | + 0"       |
| 5è | August Jensen        | Israel Cycling Academy | + 0"       |
| 6è | Daniel Auer          | Maloja Pushbikers      | + 0"       |
| 7è | Pieter Vanspeybrouck | Wanty-Gobert           | + 0"       |
| 8è | Romain Hardy         | Arkéa-Samsic           | + 0"       |
| 9è | Florian Gamper       | Tirol KTM Cycling Team | + 0"       |
| 10è | Tom Wirtgen          | Wallonie Bruxelles     | + 0"       |

| \| Classificació general \| Classificació general \| Classificació general \| Classificació general \| Classificació general \| \| Corredor \| Corredor \| Equip \| Temps \| \| \| --------------------- \| --------------------- \| ----------------------------- \| --------------------- \| --------------------- \| \| 1r \| Jannik Steimle \| Team Vorarlberg-Santic \| 7h 37' 19" \| \| \| 2n \| Tom Devriendt \| Wanty-Gobert \| + 1" \| \| \| 3r \| Emīls Liepiņš \| Wallonie Bruxelles \| + 4" \| \| \| 4t \| Matthias Krizek \| Felbermayr Simplon Wels \| + 5" \| \| \| 5è \| Pieter Vanspeybrouck \| Wanty-Gobert \| + 5" \| \| \| 6è \| Carlos Barbero Cuesta \| Movistar Team \| + 8" \| \| \| 7è \| Jonas Koch \| CCC Team \| + 8" \| \| \| 8è \| Tom Wirtgen \| Wallonie Bruxelles \| + 10" \| \| \| 9è \| Sebastian Schönberger \| Neri Sottoli-Selle Italia-KTM \| + 11" \| \| \| 10è \| Patrick Gamper \| Kometa \| + 12" \| \| |                       |                               |            |
| |                       |                               |            |
| Font: ProCyclingStats |                       |                               |            |
| Classificació general |                       |                               |            |
| Corredor | Corredor              | Equip                         | Temps      |
| 1r | Jannik Steimle        | Team Vorarlberg-Santic        | 7h 37' 19" |
| 2n | Tom Devriendt         | Wanty-Gobert                  | + 1"       |
| 3r | Emīls Liepiņš         | Wallonie Bruxelles            | + 4"       |
| 4t | Matthias Krizek       | Felbermayr Simplon Wels       | + 5"       |
| 5è | Pieter Vanspeybrouck  | Wanty-Gobert                  | + 5"       |
| 6è | Carlos Barbero Cuesta | Movistar Team                 | + 8"       |
| 7è | Jonas Koch            | CCC Team                      | + 8"       |
| 8è | Tom Wirtgen           | Wallonie Bruxelles            | + 10"      |
| 9è | Sebastian Schönberger | Neri Sottoli-Selle Italia-KTM | + 11"      |
| 10è | Patrick Gamper        | Kometa                        | + 12"      |

### Etapa 3
| \| Classificació de l'etapa \| Classificació de l'etapa \| Classificació de l'etapa \| Classificació de l'etapa \| Classificació de l'etapa \| \| Corredor \| Corredor \| Equip \| Temps \| \| \| ------------------------ \| ------------------------ \| ----------------------------- \| ------------------------ \| ------------------------ \| \| 1r \| Giovanni Visconti \| Neri Sottoli-Selle Italia-KTM \| 4h 53' 26" \| \| \| 2n \| Colin Stüssi \| Team Vorarlberg-Santic \| + 0" \| \| \| 3r \| Jonas Koch \| CCC Team \| + 0" \| \| \| 4t \| Ivan Rovni \| Gazprom-RusVelo \| + 0" \| \| \| 5è \| Georg Zimmermann \| Tirol KTM Cycling Team \| + 0" \| \| \| 6è \| Dimitri Peyskens \| Wallonie Bruxelles \| + 0" \| \| \| 7è \| Romain Combaud \| Delko Marseille Provence \| + 0" \| \| \| 8è \| Aleksandr Vlàssov \| Gazprom-RusVelo \| + 0" \| \| \| 9è \| Franck Bonnamour \| Arkéa-Samsic \| + 0" \| \| \| 10è \| Alessandro Fedeli \| Delko Marseille Provence \| + 0" \| \| |                   |                               |            |
| |                   |                               |            |
| Font: ProCyclingStats |                   |                               |            |
| Classificació de l'etapa |                   |                               |            |
| Corredor | Corredor          | Equip                         | Temps      |
| 1r | Giovanni Visconti | Neri Sottoli-Selle Italia-KTM | 4h 53' 26" |
| 2n | Colin Stüssi      | Team Vorarlberg-Santic        | + 0"       |
| 3r | Jonas Koch        | CCC Team                      | + 0"       |
| 4t | Ivan Rovni        | Gazprom-RusVelo               | + 0"       |
| 5è | Georg Zimmermann  | Tirol KTM Cycling Team        | + 0"       |
| 6è | Dimitri Peyskens  | Wallonie Bruxelles            | + 0"       |
| 7è | Romain Combaud    | Delko Marseille Provence      | + 0"       |
| 8è | Aleksandr Vlàssov | Gazprom-RusVelo               | + 0"       |
| 9è | Franck Bonnamour  | Arkéa-Samsic                  | + 0"       |
| 10è | Alessandro Fedeli | Delko Marseille Provence      | + 0"       |

| \| Classificació general \| Classificació general \| Classificació general \| Classificació general \| Classificació general \| \| Corredor \| Corredor \| Equip \| Temps \| \| \| --------------------- \| ----------------------- \| ----------------------------- \| --------------------- \| --------------------- \| \| 1r \| Jonas Koch \| CCC Team \| 12h 30' 49" \| \| \| 2n \| Alessandro Fedeli \| Delko Marseille Provence \| + 1" \| \| \| 3r \| Giovanni Visconti \| Neri Sottoli-Selle Italia-KTM \| + 1" \| \| \| 4t \| Sebastian Schönberger \| Neri Sottoli-Selle Italia-KTM \| + 7" \| \| \| 5è \| Łukasz Owsian \| CCC Team \| + 8" \| \| \| 6è \| Colin Stüssi \| Team Vorarlberg-Santic \| + 8" \| \| \| 7è \| Rubén Fernández Andújar \| Movistar Team \| + 9" \| \| \| 8è \| Tom-Jelte Slagter \| Dimension Data \| + 9" \| \| \| 9è \| Connor Swift \| Arkéa-Samsic \| + 9" \| \| \| 10è \| Eliot Lietaer \| Wallonie Bruxelles \| + 9" \| \| |                         |                               |             |
| |                         |                               |             |
| Font: ProCyclingStats |                         |                               |             |
| Classificació general |                         |                               |             |
| Corredor | Corredor                | Equip                         | Temps       |
| 1r | Jonas Koch              | CCC Team                      | 12h 30' 49" |
| 2n | Alessandro Fedeli       | Delko Marseille Provence      | + 1"        |
| 3r | Giovanni Visconti       | Neri Sottoli-Selle Italia-KTM | + 1"        |
| 4t | Sebastian Schönberger   | Neri Sottoli-Selle Italia-KTM | + 7"        |
| 5è | Łukasz Owsian           | CCC Team                      | + 8"        |
| 6è | Colin Stüssi            | Team Vorarlberg-Santic        | + 8"        |
| 7è | Rubén Fernández Andújar | Movistar Team                 | + 9"        |
| 8è | Tom-Jelte Slagter       | Dimension Data                | + 9"        |
| 9è | Connor Swift            | Arkéa-Samsic                  | + 9"        |
| 10è | Eliot Lietaer           | Wallonie Bruxelles            | + 9"        |

### Etapa 4
| \| Classificació de l'etapa \| Classificació de l'etapa \| Classificació de l'etapa \| Classificació de l'etapa \| Classificació de l'etapa \| \| Corredor \| Corredor \| Equip \| Temps \| \| \| ------------------------ \| --------------------------- \| ------------------------ \| ------------------------ \| ------------------------ \| \| 1r \| Ben Hermans \| Israel Cycling Academy \| 3h 01' 32" \| \| \| 2n \| Ben O'Connor \| Dimension Data \| + 6" \| \| \| 3r \| Winner Anacona Gómez \| Movistar Team \| + 9" \| \| \| 4t \| Eduardo Sepúlveda \| Movistar Team \| + 23" \| \| \| 5è \| Stefan de Bod \| Dimension Data \| + 38" \| \| \| 6è \| Riccardo Zoidl \| CCC Team \| + 1' 02" \| \| \| 7è \| Víctor de la Parte González \| CCC Team \| + 1' 19" \| \| \| 8è \| Amanuel Gebrezgabihier \| Dimension Data \| + 1' 25" \| \| \| 9è \| Aleksandr Vlàssov \| Gazprom-RusVelo \| + 1' 25" \| \| \| 10è \| José Manuel Díaz Gallego \| Team Vorarlberg-Santic \| + 1' 39" \| \| |                             |                        |            |
| |                             |                        |            |
| Font: ProCyclingStats |                             |                        |            |
| Classificació de l'etapa |                             |                        |            |
| Corredor | Corredor                    | Equip                  | Temps      |
| 1r | Ben Hermans                 | Israel Cycling Academy | 3h 01' 32" |
| 2n | Ben O'Connor                | Dimension Data         | + 6"       |
| 3r | Winner Anacona Gómez        | Movistar Team          | + 9"       |
| 4t | Eduardo Sepúlveda           | Movistar Team          | + 23"      |
| 5è | Stefan de Bod               | Dimension Data         | + 38"      |
| 6è | Riccardo Zoidl              | CCC Team               | + 1' 02"   |
| 7è | Víctor de la Parte González | CCC Team               | + 1' 19"   |
| 8è | Amanuel Gebrezgabihier      | Dimension Data         | + 1' 25"   |
| 9è | Aleksandr Vlàssov           | Gazprom-RusVelo        | + 1' 25"   |
| 10è | José Manuel Díaz Gallego    | Team Vorarlberg-Santic | + 1' 39"   |

| \| Classificació general \| Classificació general \| Classificació general \| Classificació general \| Classificació general \| \| Corredor \| Corredor \| Equip \| Temps \| \| \| --------------------- \| --------------------------- \| ---------------------- \| --------------------- \| --------------------- \| \| 1r \| Ben Hermans \| Israel Cycling Academy \| 15h 32' 23" \| \| \| 2n \| Ben O'Connor \| Dimension Data \| + 8" \| \| \| 3r \| Winner Anacona Gómez \| Movistar Team \| + 13" \| \| \| 4t \| Eduardo Sepúlveda \| Movistar Team \| + 34" \| \| \| 5è \| Stefan de Bod \| Dimension Data \| + 47" \| \| \| 6è \| Riccardo Zoidl \| CCC Team \| + 1' 10" \| \| \| 7è \| Víctor de la Parte González \| CCC Team \| + 1' 33" \| \| \| 8è \| Amanuel Gebrezgabihier \| Dimension Data \| + 1' 35" \| \| \| 9è \| Aleksandr Vlàssov \| Gazprom-RusVelo \| + 1' 40" \| \| \| 10è \| José Manuel Díaz Gallego \| Team Vorarlberg-Santic \| + 1' 56" \| \| |                             |                        |             |
| |                             |                        |             |
| Font: ProCyclingStats |                             |                        |             |
| Classificació general |                             |                        |             |
| Corredor | Corredor                    | Equip                  | Temps       |
| 1r | Ben Hermans                 | Israel Cycling Academy | 15h 32' 23" |
| 2n | Ben O'Connor                | Dimension Data         | + 8"        |
| 3r | Winner Anacona Gómez        | Movistar Team          | + 13"       |
| 4t | Eduardo Sepúlveda           | Movistar Team          | + 34"       |
| 5è | Stefan de Bod               | Dimension Data         | + 47"       |
| 6è | Riccardo Zoidl              | CCC Team               | + 1' 10"    |
| 7è | Víctor de la Parte González | CCC Team               | + 1' 33"    |
| 8è | Amanuel Gebrezgabihier      | Dimension Data         | + 1' 35"    |
| 9è | Aleksandr Vlàssov           | Gazprom-RusVelo        | + 1' 40"    |
| 10è | José Manuel Díaz Gallego    | Team Vorarlberg-Santic | + 1' 56"    |

### Etapa 5
| \| Classificació de l'etapa \| Classificació de l'etapa \| Classificació de l'etapa \| Classificació de l'etapa \| Classificació de l'etapa \| \| Corredor \| Corredor \| Equip \| Temps \| \| \| ------------------------ \| ------------------------ \| ----------------------------- \| ------------------------ \| ------------------------ \| \| 1r \| Jannik Steimle \| Team Vorarlberg-Santic \| 4h 04' 09" \| \| \| 2n \| Jonas Koch \| CCC Team \| + 0" \| \| \| 3r \| Patrick Gamper \| Kometa \| + 0" \| \| \| 4t \| August Jensen \| Israel Cycling Academy \| + 0" \| \| \| 5è \| Dayer Quintana Rojas \| Neri Sottoli-Selle Italia-KTM \| + 0" \| \| \| 6è \| Laurent Pichon \| Arkéa-Samsic \| + 0" \| \| \| 7è \| Matthias Krizek \| Felbermayr Simplon Wels \| + 0" \| \| \| 8è \| Johannes Schinnagel \| Maloja Pushbikers \| + 0" \| \| \| 9è \| Colin Stüssi \| Team Vorarlberg-Santic \| + 0" \| \| \| 10è \| Eliot Lietaer \| Wallonie Bruxelles \| + 0" \| \| |                      |                               |            |
| |                      |                               |            |
| Font: ProCyclingStats |                      |                               |            |
| Classificació de l'etapa |                      |                               |            |
| Corredor | Corredor             | Equip                         | Temps      |
| 1r | Jannik Steimle       | Team Vorarlberg-Santic        | 4h 04' 09" |
| 2n | Jonas Koch           | CCC Team                      | + 0"       |
| 3r | Patrick Gamper       | Kometa                        | + 0"       |
| 4t | August Jensen        | Israel Cycling Academy        | + 0"       |
| 5è | Dayer Quintana Rojas | Neri Sottoli-Selle Italia-KTM | + 0"       |
| 6è | Laurent Pichon       | Arkéa-Samsic                  | + 0"       |
| 7è | Matthias Krizek      | Felbermayr Simplon Wels       | + 0"       |
| 8è | Johannes Schinnagel  | Maloja Pushbikers             | + 0"       |
| 9è | Colin Stüssi         | Team Vorarlberg-Santic        | + 0"       |
| 10è | Eliot Lietaer        | Wallonie Bruxelles            | + 0"       |

| \| Classificació general \| Classificació general \| Classificació general \| Classificació general \| Classificació general \| \| Corredor \| Corredor \| Equip \| Temps \| \| \| --------------------- \| --------------------------- \| ---------------------- \| --------------------- \| --------------------- \| \| 1r \| Ben Hermans \| Israel Cycling Academy \| 19h 36' 32" \| \| \| 2n \| Ben O'Connor \| Dimension Data \| + 8" \| \| \| 3r \| Winner Anacona Gómez \| Movistar Team \| + 13" \| \| \| 4t \| Eduardo Sepúlveda \| Movistar Team \| + 34" \| \| \| 5è \| Stefan de Bod \| Dimension Data \| + 47" \| \| \| 6è \| Riccardo Zoidl \| CCC Team \| + 1' 10" \| \| \| 7è \| Víctor de la Parte González \| CCC Team \| + 1' 33" \| \| \| 8è \| Amanuel Gebrezgabihier \| Dimension Data \| + 1' 35" \| \| \| 9è \| Aleksandr Vlàssov \| Gazprom-RusVelo \| + 1' 40" \| \| \| 10è \| José Manuel Díaz Gallego \| Team Vorarlberg-Santic \| + 1' 56" \| \| |                             |                        |             |
| |                             |                        |             |
| Font: ProCyclingStats |                             |                        |             |
| Classificació general |                             |                        |             |
| Corredor | Corredor                    | Equip                  | Temps       |
| 1r | Ben Hermans                 | Israel Cycling Academy | 19h 36' 32" |
| 2n | Ben O'Connor                | Dimension Data         | + 8"        |
| 3r | Winner Anacona Gómez        | Movistar Team          | + 13"       |
| 4t | Eduardo Sepúlveda           | Movistar Team          | + 34"       |
| 5è | Stefan de Bod               | Dimension Data         | + 47"       |
| 6è | Riccardo Zoidl              | CCC Team               | + 1' 10"    |
| 7è | Víctor de la Parte González | CCC Team               | + 1' 33"    |
| 8è | Amanuel Gebrezgabihier      | Dimension Data         | + 1' 35"    |
| 9è | Aleksandr Vlàssov           | Gazprom-RusVelo        | + 1' 40"    |
| 10è | José Manuel Díaz Gallego    | Team Vorarlberg-Santic | + 1' 56"    |

### Etapa 6
| \| Classificació de l'etapa \| Classificació de l'etapa \| Classificació de l'etapa \| Classificació de l'etapa \| Classificació de l'etapa \| \| Corredor \| Corredor \| Equip \| Temps \| \| \| ------------------------ \| --------------------------- \| ------------------------ \| ------------------------ \| ------------------------ \| \| 1r \| Aleksandr Vlàssov \| Gazprom-RusVelo \| 2h 54' 12" \| \| \| 2n \| Patrick Schelling \| Team Vorarlberg-Santic \| + 2" \| \| \| 3r \| Amanuel Gebrezgabihier \| Dimension Data \| + 20" \| \| \| 4t \| Eduardo Sepúlveda \| Movistar Team \| + 24" \| \| \| 5è \| Stefan de Bod \| Dimension Data \| + 29" \| \| \| 6è \| José Manuel Díaz Gallego \| Team Vorarlberg-Santic \| + 38" \| \| \| 7è \| Ben Hermans \| Israel Cycling Academy \| + 38" \| \| \| 8è \| Riccardo Zoidl \| CCC Team \| + 38" \| \| \| 9è \| Víctor de la Parte González \| CCC Team \| + 53" \| \| \| 10è \| Eliot Lietaer \| Wallonie Bruxelles \| + 59" \| \| |                             |                        |            |
| |                             |                        |            |
| Font: ProCyclingStats |                             |                        |            |
| Classificació de l'etapa |                             |                        |            |
| Corredor | Corredor                    | Equip                  | Temps      |
| 1r | Aleksandr Vlàssov           | Gazprom-RusVelo        | 2h 54' 12" |
| 2n | Patrick Schelling           | Team Vorarlberg-Santic | + 2"       |
| 3r | Amanuel Gebrezgabihier      | Dimension Data         | + 20"      |
| 4t | Eduardo Sepúlveda           | Movistar Team          | + 24"      |
| 5è | Stefan de Bod               | Dimension Data         | + 29"      |
| 6è | José Manuel Díaz Gallego    | Team Vorarlberg-Santic | + 38"      |
| 7è | Ben Hermans                 | Israel Cycling Academy | + 38"      |
| 8è | Riccardo Zoidl              | CCC Team               | + 38"      |
| 9è | Víctor de la Parte González | CCC Team               | + 53"      |
| 10è | Eliot Lietaer               | Wallonie Bruxelles     | + 59"      |

## Classificació final
| \| Classificació general \| Classificació general \| Classificació general \| Classificació general \| Classificació general \| \| Corredor \| Corredor \| Equip \| Temps \| \| \| --------------------- \| --------------------------- \| ---------------------- \| --------------------- \| --------------------- \| \| 1r \| Ben Hermans \| Israel Cycling Academy \| 22h 31' 22" \| \| \| 2n \| Eduardo Sepúlveda \| Movistar Team \| + 20" \| \| \| 3r \| Stefan de Bod \| Dimension Data \| + 38" \| \| \| 4t \| Winner Anacona Gómez \| Movistar Team \| + 41" \| \| \| 5è \| Aleksandr Vlàssov \| Gazprom-RusVelo \| + 52" \| \| \| 6è \| Ben O'Connor \| Dimension Data \| + 1' 08" \| \| \| 7è \| Riccardo Zoidl \| CCC Team \| + 1' 10" \| \| \| 8è \| Amanuel Gebrezgabihier \| Dimension Data \| + 1' 13" \| \| \| 9è \| Patrick Schelling \| Team Vorarlberg-Santic \| + 1' 29" \| \| \| 10è \| Víctor de la Parte González \| CCC Team \| + 1' 48" \| \| |                             |                        |             |
| |                             |                        |             |
| Font: ProCyclingStats |                             |                        |             |
| Classificació general |                             |                        |             |
| Corredor | Corredor                    | Equip                  | Temps       |
| 1r | Ben Hermans                 | Israel Cycling Academy | 22h 31' 22" |
| 2n | Eduardo Sepúlveda           | Movistar Team          | + 20"       |
| 3r | Stefan de Bod               | Dimension Data         | + 38"       |
| 4t | Winner Anacona Gómez        | Movistar Team          | + 41"       |
| 5è | Aleksandr Vlàssov           | Gazprom-RusVelo        | + 52"       |
| 6è | Ben O'Connor                | Dimension Data         | + 1' 08"    |
| 7è | Riccardo Zoidl              | CCC Team               | + 1' 10"    |
| 8è | Amanuel Gebrezgabihier      | Dimension Data         | + 1' 13"    |
| 9è | Patrick Schelling           | Team Vorarlberg-Santic | + 1' 29"    |
| 10è | Víctor de la Parte González | CCC Team               | + 1' 48"    |

### Classificacions secundàries

#### Classificació per punts
| Classificació per punts | Classificació per punts | Classificació per punts | Classificació per punts | Classificació per punts |
| Corredor                | Corredor                | Equip                   | Punts                   |                         |
| ----------------------- | ----------------------- | ----------------------- | ----------------------- | ----------------------- |
| 1r                      | Jonas Koch              | CCC Team                | 16 pts                  |                         |
| 2n                      | Jannik Steimle          | Team Vorarlberg-Santic  | 15 pts                  |                         |
| 3r                      | Aleksandr Vlàssov       | Gazprom-RusVelo         | 10 pts                  |                         |
| 4t                      | Ben Hermans             | Israel Cycling Academy  | 9 pts                   |                         |
| 5è                      | August Jensen           | Israel Cycling Academy  | 8 pts                   |                         |
| 6è                      | Matthias Krizek         | Felbermayr Simplon Wels |                         |                         |
| 7è                      | Georg Zimmermann        | Tirol KTM Cycling Team  |                         |                         |
| 8è                      | Eduardo Sepúlveda       | Movistar Team           |                         |                         |
| 9è                      | Colin Stüssi            | Team Vorarlberg-Santic  |                         |                         |
| 10è                     | Pieter Vanspeybrouck    | Wanty-Gobert            |                         |                         |

#### Classificació de la muntanya
| Classificació de la muntanya | Classificació de la muntanya | Classificació de la muntanya  | Classificació de la muntanya | Classificació de la muntanya |
| Corredor                     | Corredor                     | Equip                         | Punts                        |                              |
| ---------------------------- | ---------------------------- | ----------------------------- | ---------------------------- | ---------------------------- |
| 1r                           | Georg Zimmermann             | Tirol KTM Cycling Team        | 45 pts                       |                              |
| 2n                           | Ben Hermans                  | Israel Cycling Academy        | 24 pts                       |                              |
| 3r                           | Thibault Guernalec           | Arkéa-Samsic                  | 24 pts                       |                              |
| 4t                           | Scott Davies                 | Dimension Data                | 16 pts                       |                              |
| 5è                           | Aleksandr Vlàssov            | Gazprom-RusVelo               | 15 pts                       |                              |
| 6è                           | Mario Gamper                 | Tirol KTM Cycling Team        | 15 pts                       |                              |
| 7è                           | Sebastian Schönberger        | Neri Sottoli-Selle Italia-KTM | 15 pts                       |                              |
| 8è                           | Eduardo Sepúlveda            | Movistar Team                 | 12 pts                       |                              |
| 9è                           | Ben O'Connor                 | Dimension Data                | 12 pts                       |                              |
| 10è                          | Brice Feillu                 | Arkéa-Samsic                  | 11 pts                       |                              |

#### Classificació per equips
| Classificació per equips | Classificació per equips | Classificació per equips | Classificació per equips |
| Equip                    | Equip                    | Temps                    |                          |
| ------------------------ | ------------------------ | ------------------------ | ------------------------ |
| 1r                       | Dimension Data           | 67h 37' 09"              |                          |
| 2n                       | Team Vorarlberg-Santic   | + 5' 29"                 |                          |
| 3r                       | CCC Team                 | + 6' 24"                 |                          |
| 4t                       | Movistar Team            | + 8' 04"                 |                          |
| 5è                       | Gazprom-RusVelo          | + 14' 31"                |                          |

## Evolució de les classificacions
| Etapa                  | Vencedor               | Classificació general | Classificació per punts | Classificació de la muntanya | Classificació dels joves | Classificació per equips |
| ---------------------- | ---------------------- | --------------------- | ----------------------- | ---------------------------- | ------------------------ | ------------------------ |
| P                      | Jannik Steimle         | Jannik Steimle        | no entregat             | no entregat                  | Patrick Gamper           | Wallonie Bruxelles       |
| 1                      | Carlos Barbero         | Emīls Liepiņš         | Scott Davies            | Carlos Barbero               | Patrick Gamper           | Wallonie Bruxelles       |
| 2                      | Tom Devriendt          | Jannik Steimle        | Scott Davies            | Emīls Liepiņš                | Patrick Gamper           | Wallonie Bruxelles       |
| 3                      | Giovanni Visconti      | Jonas Koch            | Georg Zimmermann        | Jonas Koch                   | Georg Zimmermann         | Wanty-Gobert             |
| 4                      | Ben Hermans            | Ben Hermans           | Georg Zimmermann        | Jonas Koch                   | Vadim Pronskiy           | Dimension Data           |
| 5                      | Jannik Steimle         | Ben Hermans           | Georg Zimmermann        | Jonas Koch                   | Vadim Pronskiy           | Dimension Data           |
| 6                      | Aleksandr Vlàssov      | Ben Hermans           | Georg Zimmermann        | Jonas Koch                   | Vadim Pronskiy           | Dimension Data           |
| Classificacions finals | Classificacions finals | Ben Hermans           | Georg Zimmermann        | Jonas Koch                   | Vadim Pronskiy           | Dimension Data           |